# Theridion nigroplagiatum
Theridion nigroplagiatum là một loài nhện trong họ Theridiidae.
Loài này thuộc chi Theridion. Theridion nigroplagiatum được Lodovico di Caporiacco miêu tả năm 1949.